# Parafia św. Józefa w Rudzie Śląskiej
Parafia św. Józefa w Rudzie Śląskiej − rzymskokatolicka parafia należąca do dekanatu Ruda Śląska w archidiecezji katowickiej. Kościół parafialny ma status sanktuarium diecezjalnego.

## Okoliczności powstania kościoła i parafii
Od początku swego istnienia, Ruda Śląska należała do parafii Biskupice. W 1869 roku został wybudowany prywatny kościół pod wezwaniem Matki Boskiej Różańcowej należący do hrabiego Karola Wolfganga Ballestrema. Pracę duszpasterską powierzył on jezuitom. Jednak kościół nie był najlepiej usytuowany; nie wszyscy mieli do niego blisko, dlatego w swojej posiadłości wybudował nową kaplicę pw. św. Józefa. W okresie kulturkampfu (1872) jezuici musieli opuścić Rudę, a do obsługi kościoła przydzielono księży diecezjalnych. Jednocześnie przy kościele Matki Bożej Różańcowej kuria wrocławska erygowała kurację zależną od parafii w Biskupicach. 
31 grudnia 1901 roku dekretem biskupa Georga Koppa kuracja w Rudzie została usamodzielniona, a hrabia Franciszek Ballestrem, ze względu na wzrastającą liczbę parafian, postanowił wybudować nowy kościół w pobliżu kaplicy św. Józefa. Budowę zakończono w 1904 roku. Kościół konsekrował 21 czerwca 1905 roku kardynał Georg Kopp. Patronem świątyni został św. Józef – zdecydował o tym szczególny kult jakim był on wówczas otoczony w Rudzie przez robotników zakładów przemysłu ciężkiego, które należały do Ballestremów. Dwa miesiące później kurację Ruda podniesiono do rangi parafii. W 1910 roku fundator kościoła hrabia Ballestrem przekazał go na własność parafii. Dnia 30 kwietnia 2010 r. na mocy dekretu arcybiskupa Damiana Zimonia kościół parafialny został podniesiony do rangi sanktuarium diecezjalnego.

## Architektura
Kościół jest wybudowany zgodnie z projektem architekta Augusta Menkena z Berlina i Jana Joachima Poellnitza. Nad prawidłowym przebiegiem robót czuwał Kremem z Gliwic, który słynął jako doświadczony budowniczy kościołów na Śląsku. Projekt był wzorowany na bazylice San Lorenzo in Campo Verano w Rzymie. Jest on wybudowany w stylu neoromańskim, wzniesiony na planie krzyża łacińskiego. Wykonany został z cegły na kamiennym cokole z ceramicznym detalem. Posiada jedną wieżę, kwadratową, która jest usytuowana asymetrycznie z boku fasady.

## Księża proboszczowie
- ks. Antoni Ogan (1904-1920)
- ks. Franciszek Nossol (1920-1929)
- ks. Jan Skrzypczyk (1929-1948)
- ks. Adolf Gawłowski (1949-1953)
- ks. Konrad Marklowski (1953-1954)
- ks. Edmund Kurzeja (1955-1956)
- ks. Klemens Kosyrczyk (1957-1963)
- ks. Karol Orliński (1963-1981)
- ks. Paweł Szolonek (1981-2001)
- ks. Adam Brzyszkowski (2001-nadal)

## Kult św. Józefa w tej parafii
Do rozwoju kultu tego świętego przyczynili się pierwsi rudzcy proboszczowie: Antoni Ogan, Franciszek Nossol, Jan Skrzypczyk. Zachowały się księga członków i legitymacje członków Bractwa Świętego Józefa w Rudzie Śląskiej. Bractwo to powstało „na uproszenie szczęśliwej godziny śmierci”. Działało ono do 1935 roku. 28 listopada 2007 zatwierdzony został przez arcybiskupa Damiana Zimonia nowy statut Bractwa, a pierwsze spotkanie członków tego Bractwa odbyło się 13 stycznia 2008. W parafii pracował jako wikary bł. Józef Czempiel.